# Erison Danilo de Souza
Erison Danilo de Souza, mais conhecido como Erison (Cosmópolis, 13 de abril de 1999), é um futebolista brasileiro que atua como centroavante. Atualmente joga pelo Kawasaki Frontale.

## Carreira

### Antecedentes
Nascido na cidade de Cosmópolis, no interior do estado de São Paulo, Erison começou sua carreira no futebol em campeonatos amadores da sua cidade natal aos 14 anos.
Aos 18 anos, decidiu fazer testes no futebol profissional. Após ser rejeitado nos testes da Portuguesa, do Novorizontino, da Inter de Limeira, do Primavera, do Amparo, do Mogi Mirim, do Ponte Preta e do Guarani, Erison foi aprovado no XV de Piracicaba, onde ele foi titular do time que jogou a Copa São Paulo de Futebol Júnior de 2018, sendo promovido no ano seguinte ao time principal.

### XV de Piracicaba
Sua estreia profissional aconteceu no dia 26 de janeiro de 2019, entrando como substituto em um empate em casa por 0–0 com o Nacional-SP, pelo Campeonato Paulista - Série A2. Seu primeiro gol como jogador profissional aconteceu no dia 8 de fevereiro de 2020, em uma vitória fora de casa por 1–0 sobre o Atibaia, pelo Campeonato Paulista - Série A2.

### Figueirense
No dia 30 de outubro de 2020, o Figueirense anunciou a contratação de Erison, por um contrato de empréstimo até o final da temporada. Sua estreia pelo clube aconteceu no dia 7 de novembro, entrando como titular em uma derrota em casa por 1–0 para o Operário-PR, pelo Campeonato Brasileiro - Série B. Seu primeiro gol aconteceu no dia 19 de janeiro de 2021, em uma derrota fora de casa por 5–1 para o CRB, marcando o único gol do Figueirense na partida.

### Retorno ao XV de Piracicaba
Após o empréstimo ao Figueirense, que foi rebaixado para a Série C na temporada passada, Erison retornou ao XV de Piracicaba.[carece de fontes?] Sua reestreia aconteceu no dia no dia 28 de fevereiro de 2021, entrando como titular em uma vitória fora de casa sobre o Sertãozinho por 1–0, pelo Campeonato Paulista - Série A2. Seu primeiro gol durante a sua segunda passagem aconteceu no dia 26 de abril, marcando o único gol da equipe em um empate fora de casa por 1–1 com o Oeste.

### Brasil de Pelotas
No dia 19 de agosto de 2021, o Brasil de Pelotas anunciou a contratação de Erison, por um contrato de empéstimo até o final da temporada. No mesmo dia, fez sua estreia pelo clube, entrando como titular em uma derrota en casa por 1–0 para o CSA, pelo Campeonato Brasileiro - Série B. Fez seu primeiro gol no dia 27 de agosto, em um empate em casa por 1–1 com o Remo.
Apesar de ter disputado apenas 19 partidas pela equipe, encerrou a campanha como artilheiro do clube com oito gols, mas não conseguiu evitar o rebaixamento do time para a Série C do ano seguinte.

### Botafogo
No dia 21 de janeiro de 2022, o Botafogo anunciou a contratação de Erison, assinando um vínculo com o clube por dois anos. Sua estreia aconteceu no dia 30 de janeiro, entrando como substituto e dando uma assistência na vitória em casa por 2–0 sobre o Bangu, pelo Campeonato Carioca. Fez seu primeiro gol pelo Botafogo no dia 13 de fevereiro, marcando o único gol em uma vitória fora de casa por 1–0 sobre o Vasco da Gama.
No ano de 2022, Erison assumiu o papel de protagonista no Botafogo. Sendo um dos principais destaques do time na temporada com 15 marcados em 34 jogos na temporada, desses sete gols marcados no Campeonato Brasileiro. No dia 18 de julho, o Botafogo anunciou a renovação de contrato de Erison até o ano de 2025, após o clube comprar 60% dos direitos do jogador.

### Estoril Praia
No dia 30 de agosto de 2022, o clube português Estoril Praia anunciou a contratação de Erison, por um contrato de empréstimo até o final da temporada 2022–23.

### São Paulo
No dia 1 de fevereiro de 2023, o São Paulo anunciou a contratação de Erison, por um contrato de empréstimo até o final do ano. Sua estreia pelo clube aconteceu no dia 5 de fevereiro, entrando como titular em uma vitória fora de casa por 1–0 para o Santo André, pelo Campeonato Paulista. Seus dois primeiros gols aconteceram no dia 6 de abril, em sua primeira partida na carreira em uma competição continental na vitória fora de casa por 2–0 sobre o clube argentino Tigre, pela Copa Sul-Americana.

### Kawasaki Frontale
Em 7 de janeiro de 2024, o Botafogo acertou a venda de Erison ao Kawasaki Frontale, do Japão.

## Estatísticas
Atualizadas até 27 de setembro de 2023

### Clubes
| Equipe            | Temporada         | Campeonato nacional | Campeonato nacional | Campeonato nacional | Copa nacional[a] | Copa nacional[a] | Copa nacional[a] | Competições continentais[b] | Competições continentais[b] | Competições continentais[b] | Outros torneios[c] | Outros torneios[c] | Outros torneios[c] | Total | Total | Total   |
| Equipe            | Temporada         | Jogos               | Gols                | Assist.             | Jogos            | Gols             | Assist.          | Jogos                       | Gols                        | Assist.                     | Jogos              | Gols               | Assist.            | Jogos | Gols  | Assist. |
| ----------------- | ----------------- | ------------------- | ------------------- | ------------------- | ---------------- | ---------------- | ---------------- | --------------------------- | --------------------------- | --------------------------- | ------------------ | ------------------ | ------------------ | ----- | ----- | ------- |
| XV de Piracicaba  | 2019              | —                   | —                   | —                   | —                | —                | —                | —                           | —                           | —                           | 1                  | 0                  | 0                  | 1     | 0     | 0       |
| XV de Piracicaba  | 2020              | —                   | —                   | —                   | 2                | 0                | 0                | —                           | —                           | —                           | 17                 | 3                  | 0                  | 19    | 3     | 0       |
| XV de Piracicaba  | 2021              | —                   | —                   | —                   | —                | —                | —                | —                           | —                           | —                           | 14                 | 1                  | 0                  | 14    | 1     | 0       |
| XV de Piracicaba  | Total             | 0                   | 0                   | 0                   | 2                | 0                | 0                | 0                           | 0                           | 0                           | 32                 | 4                  | 0                  | 34    | 4     | 0       |
| Figueirense       | 2020              | 10                  | 3                   | 0                   | —                | —                | —                | —                           | —                           | —                           | —                  | —                  | —                  | 10    | 3     | 0       |
| Figueirense       | Total             | 10                  | 3                   | 0                   | 0                | 0                | 0                | 0                           | 0                           | 0                           | 0                  | 0                  | 0                  | 10    | 3     | 0       |
| Brasil de Pelotas | 2021              | 19                  | 8                   | 0                   | —                | —                | —                | —                           | —                           | —                           | —                  | —                  | —                  | 19    | 8     | 0       |
| Brasil de Pelotas | Total             | 19                  | 8                   | 0                   | 0                | 0                | 0                | 0                           | 0                           | 0                           | 0                  | 0                  | 0                  | 19    | 8     | 0       |
| Botafogo          | 2022              | 20                  | 7                   | 1                   | 2                | 0                | 0                | —                           | —                           | —                           | 12                 | 8                  | 2                  | 34    | 15    | 3       |
| Botafogo          | Total             | 20                  | 7                   | 1                   | 2                | 0                | 0                | 0                           | 0                           | 0                           | 12                 | 8                  | 2                  | 34    | 15    | 3       |
| Estoril Praia     | 2022–23           | 11                  | 2                   | 0                   | 1                | 1                | 0                | —                           | —                           | —                           | 3                  | 1                  | 0                  | 15    | 4     | 0       |
| Estoril Praia     | Total             | 11                  | 2                   | 0                   | 1                | 1                | 0                | 0                           | 0                           | 0                           | 3                  | 1                  | 0                  | 15    | 4     | 0       |
| São Paulo         | 2023              | 2                   | 0                   | 1                   | 2                | 0                | 0                | 1                           | 2                           | 0                           | 3                  | 0                  | 0                  | 8     | 2     | 1       |
| São Paulo         | Total             | 2                   | 0                   | 1                   | 2                | 0                | 0                | 1                           | 2                           | 0                           | 3                  | 0                  | 0                  | 8     | 2     | 1       |
| Total na carreira | Total na carreira | 62                  | 20                  | 2                   | 7                | 1                | 0                | 1                           | 2                           | 0                           | 50                 | 13                 | 2                  | 120   | 36    | 4       |

- a. ^ Jogos da Copa do Brasil e da Taça de Portugal
- b. ^ Jogos da Copa Sul-Americana
- c. ^ Jogos do Campeonato Paulista - Série A2, do Campeonato Carioca, da Taça da Liga e do Campeonato Paulista

## Títulos
São Paulo
- Copa do Brasil: 2023[55]